# Johtteluobbalat (östra)
Johtteluobbalat (östra) eller Jottiluobbal är en sjö i Finland. Den ligger i kommunen Enare i landskapet Lappland, i den norra delen av landet, 1 000 km norr om huvudstaden Helsingfors. Johtteluobbalat (östra) ligger 253 meter över havet. Arean är 28,1 hektar och strandlinjen är 2,98 kilometer lång. Sjön  ingår i Neidenälvens huvudavrinningsområde.   Den ligger vid sjön Jottijävri.